# 大羅斯巴赫河

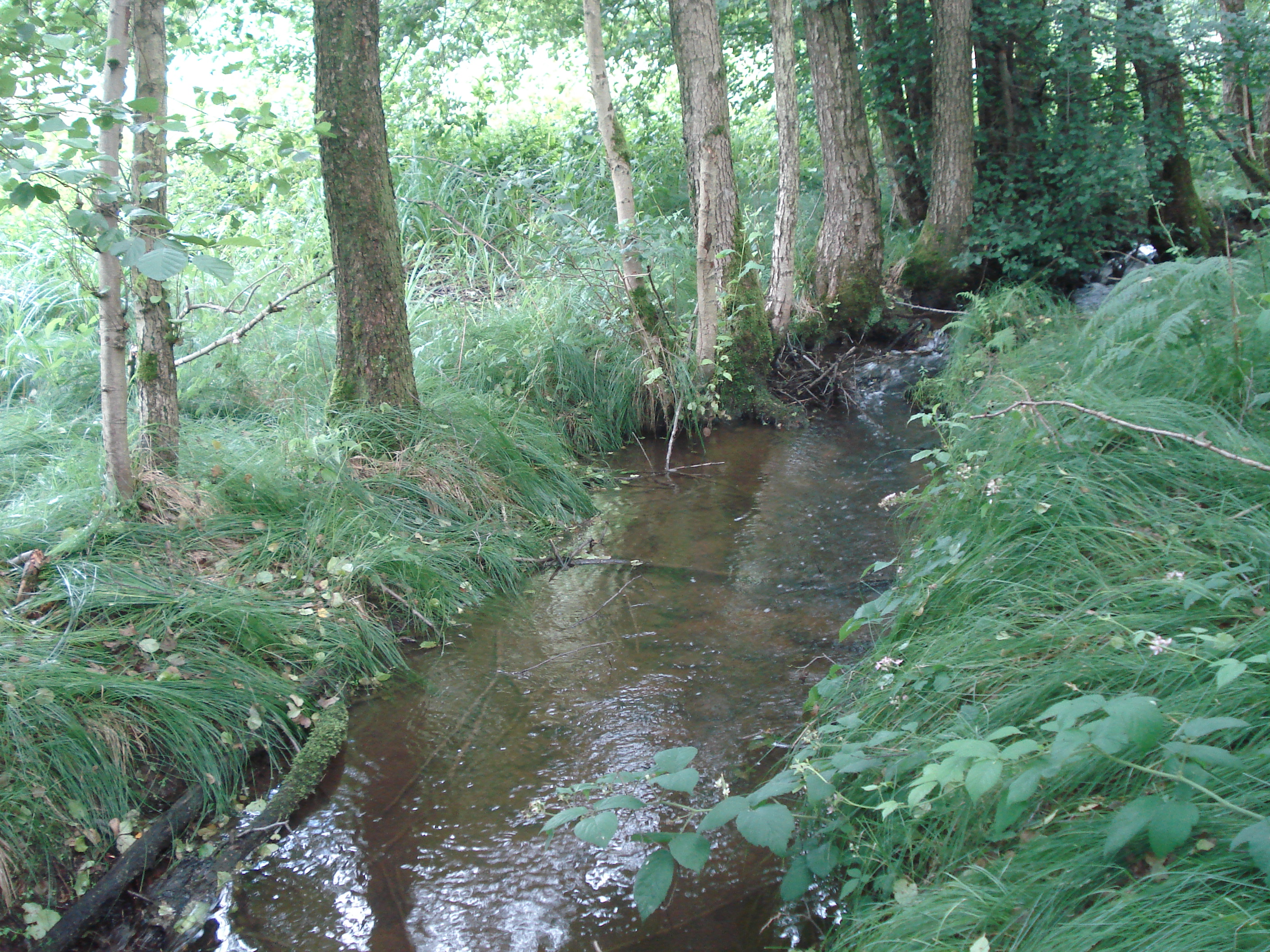

50°9′41.50″N 9°17′51.52″E / 50.1615278°N 9.2976444°E
大羅斯巴赫河（德語：Großer Roßbach），是德國的河流，位於該國中部，由黑森州負責管轄，該河流屬於比伯河的左支流，河道全長2.6公里，流域面積5平方公里。